# Àndria (Terenci)
Àndria o La dona d'Andros (Andria en l'original llatí) és una comèdia pal·liata escrita per Terenci, nascut a Cartago al 184 aC. Aquesta comèdia va ser la primera de l'autor que es va representar, quan eren edils curuls Marc Fulvi Nobílior i Mani Glabrió i cònsols Marc Claudi Marcel i Gai Sulpici Gal al 4 d'abril del 166 aC, durant els Jocs Megalesos. Es va editar aquell mateix any. Terenci demostra una gran influència de les obres de Menandre; en concret, és una adaptació de l'Àndria de l'autor grec, i té elements extrets de l'obra Períntia. Aquesta pràctica, anomenada contaminatio, era freqüent entre els autors llatins, fet que hom li va recriminar. És una comèdia formada per 27 escenes i està caracteritzada per ser una comèdia motoria (amb escenes mogudes), contrari al patró que solia segueir l'autor, atès que la major part de les seves comèdies són statoriae. Com que es tracta d'una comèdia pal·liata, el lloc de l'acció és Grècia. És una comèdia que presenta el conflicte entre pare i fill; també l'engany i el desengany.

## Argument
Pàmfil està enamorat de Glicèrium, que espera un fill seu. El pare d'ell, Simó, l'ha promès amb una altra noia, Filomena filla de Cremes. Així pretén celebrar un casament ràpid. Per consell de l'esclau Davos, Pàmfil no es nega en un principi a casar-se amb la filla de Cremes. Quan aquest per casualitat veu el fill de Glicèrium, anul·la el casament; però ja que resulta que ell també és pare de Glicèrium, res no obstaculitza la felicitat de Pàmfil. L'altra filla es casa amb Carí, que l'estima.

## Personatges
- Simó, pare de Pàmfil (Simo, Senex)
- Cremes, pare de Filomena i Glicèrium (Chremes, Senex)
- Critó, vell d'Andros (Crito, Senex)
- Pàmfil, jove (Pamphilus, Adulescens)
- Carí, jove (Charinus, Adulescens)
- Sòsia, llibert de Simó (Sosia, Libertus)
- Davos, esclau (Davos, Servos)
- Dromó, vergassejador (Dromo, Lorarius)
- Mírria, esclau (Myrria, Servos)
- Misis, minyona de Glicèrium (Mysis, Ancilla)
- Lèsbia, la llevadora (Lesbis, Obstetrix)

Personatges que no apareixen a escena
- Glicèrium, donzella que acabarà sent reconeguda com a la filla perduda de Cremes (Glycerium, Virgo)
- Filomena, filla de Cremes
- Arquilis, criada de Glicèrium
- Dromó, vergassejador (Dromo, Lorarius)
- (Cantor)

## Posteritat
Thornton Wilder basa la seva novel·la The woman of Andros en la cortesana d'aquesta comèdia de Terenci.
Goethe, al s. XVIII, fa representar l'obra en alemany.